# Abigail Thompson
Abigail A. Thompson (Norwalk, Connecticut, 1958) és una matemàtica estatunidenca. Treballa com a professora de matemàtiques a la Universitat de Califòrnia a Davis, on és especialista en teoria de nusos i topologia de baixes dimensions.
Thompson es va graduar per la Wellesley College l'any 1979, i es va doctorar al 1986 per la Universitat Rutgers, codirigida per Martin Scharlemann i Julius L. Shaneson. Després del seu pas com a visitant per la Universitat Hebrea de Jerusalem i a la Universitat de Berkeley, va entrar a la facultat de la UC Davis l'any 1988.
Thompson va guanyar l'any 2003 el Premi Ruth Lyttle Satter de Matemàtiques per la seva recerca que estenia el concepte de David Gabai de posició prima de nusos a 3-varietats i descomposicions de Heegaard. En 2012 va ser un dels socis fundadors de la Societat Americana de Matemàtiques.
Thompson ha estat també activista per a la reforma de l'ensenyament de les matemàtiques en primària i educació mitjana. Va atacar públicament el currículum base Mathland, en ús des de mitjans dels anys 90, quan el major dels seus tres fills va començar a estudiar matemàtiques a l'escola, mantenint que proporcionava uns fonaments inadequats en habilitats matemàtiques bàsiques, ja que no deixava cap oportunitat al treball independent, i estava basat en materials pobrament escrits. Com a alternativa va desenvolupar un programa a la UC Davis per millorar el coneixement en matemàtiques del professorat, i va arribar a dirigir la Califòrnia State Summer School for Mathematics and Science, un campament d'estiu d'un mes especialitzat en matemàtiques per a alumnes d'institut.

## Obra destacada
- , 1994, DOI 10.1090/conm/164/01596.
- , 1994, <http://projecteuclid.org/euclid.jdg/1214454875>.
- , 1994, DOI 10.4310/MRL.1994.v1.n5.a9.
- , 1997, DOI 10.1016/0040-9383(96)00010-9.
- , 1998, ISBN 0-7167-3160-6.[3]
- , 2001, ISBN 0-7167-4174-1.[4]